# Henri de Lorraine-Vaudémont
Pour les articles homonymes, voir Henri de Lorraine.
Henri de Lorraine-Vaudémont, né à Boves en 1425? et mort à Joinville le 20 octobre 1505, fut évêque de Thérouanne de 1456 à 1485, et évêque de Metz de 1484 à 1505. Il était fils d'Antoine de Lorraine, comte de Vaudémont et sire de Joinville et de Marie, comtesse d'Aumale et baronne d'Elbeuf.
Probablement né au début des années 1430, il devient chanoine de Toul et de Metz en 1433, et fit ses études théologiques à Paris. En 1456, il est nommé évêque de Thérouanne.
En 1466, son frère Ferry II, comte de Vaudémont, accompagne Jean II, duc de Lorraine, à la conquête de la Catalogne et Henri administre alors le comté de Vaudémont.
En 1484, il est nommé à Metz, mais se brouille avec les bourgeois de la ville, qui en appellent à l'empereur Frédéric III. Il a alors pour compétiteur  Olry de Blâmont, qui sera évêque de Toul de 1495 à 1506. Le litige finira par s'arranger. Il embellit la cathédrale de Metz et fait reconstruire le chœur et les chapelles.
Il a eu pour coadjuteurs le cardinal Raymond Péraud, évêque de Saintes puis son neveu Jean III de Lorraine qui lui succédera.

## Sources
- Georges Poull, La Maison ducale de Lorraine, Nancy, Presses universitaires de Nancy, 1991, 575 p. [détail de l’édition] (ISBN 2-86480-517-0)